# Трейсі Колкінс
Трейсі Колкінс (англ. Tracy Caulkins, 11 січня 1963) — американська плавчиня.
Олімпійська чемпіонка 1984 року.
Чемпіонка світу з водних видів спорту 1978 року, призерка 1982 року.
Переможниця Панамериканських ігор 1979, 1983 років.
Переможниця літньої Універсіади 1979 року.